# Страханович, Олег Николаевич
Оле́г Никола́евич Страхано́вич (бел. Алег Мікалаевіч Страхановіч, 13 октября 1979, Пинск, Брестская область, БССР, СССР) — белорусский футболист, полузащитник.

## Карьера
Выпускник пинской ДЮСШ. Первый тренер — Владислав Левников. Играл в различных клубах, в том числе в Казахстане и Литве. Лучшие сезоны провёл в БАТЭ (2002—2004) и МТЗ-РИПО (2005—2008). Позднее успешно выступал в минском «Динамо», гродненском «Немане» и мозырской «Славии».
В феврале 2013 года перешёл в клуб Первой лиги «Смолевичи-СТИ», где тренером был Юрий Пунтус, с которым Страханович работал в БАТЭ и МТЗ-РИПО. В октябре 2013 года, после ухода из смолевичской команды Пунтуса, также покинул клуб.
В феврале 2014 года присоединился к мозырской «Славии», которую возглавил Пунтус. В результате начал сезон 2014 в составе мозырского клуба в качестве играющего тренера. Помог клубу по результатам сезона вернуться в Высшую лигу. В сезоне 2015 играл в основе на позиции атакующего полузащитника. В январе 2016 года продлил контракт с мозырянами. Сезон 2017 начинал, выходя на замену, позднее стал появляться в стартовом составе. По результатам сезона «Славия» потеряла место в Высшей лиге, и в декабре 2017 года Страханович покинул клуб.
В марте 2018 года говорилось о возможном завершении карьеры Страхановичем, однако в апреле полузащитник пополнил состав клуба из Второй лиги «Молодечно». По результатам сезона 2019 помог команде выйти в Первую лигу.
В апреле 2020 года присоединился к «Островцу», в августе перешёл в столбцовский «Кронон». Покинул команду по окончании сезона 2020.

## Достижения

### Командные
- Чемпион Беларуси: 2002
- Серебряный призёр чемпионата Беларуси (2): 2003, 2004
- Бронзовый призёр чемпионата Беларуси (2): 2005, 2008
- Обладатель Кубка Беларуси: 2007/08
- Серебряный призёр чемпионата Казахстана: 2005
- Чемпион Литвы: 2007

### Личные
- Лучший футболист чемпионата Беларуси (2006)
- Лучший полузащитник чемпионата (2006, 2008)
- Пять раз включался БФФ в список 22 лучших футболистов чемпионата Беларуси (2001, 2003, 2004, 2006, 2008)